# Robert Hall Allen
Robert Hall Allen, CB, britanski general, * 11. junij 1886, † 20. september 1981.